# Mont Alto, Pennsylvania
Mont Alto là một thị trấn thuộc quận Franklin, tiểu bang Pennsylvania, Hoa Kỳ. Năm 2010, dân số của thị trấn này là 1705 người.